# 詞彙功能語法
詞彙功能語法（英語：Lexical-Functional Grammar，縮寫：LFG）是語言學中諸多語法理論之一，強調語法功能（例如，主語、賓語等）和詞彙在語法當中核心的地位，並且提出語言當中各個結構（語音、功能、訊息、語意、論元等）是平行存在並且相互對應。此理論除了運用在世界上各語言語法的描寫分析外，還廣泛使用在計算機語言學領域。近十年來在第二語言習得領域興起的語言處理理論也是以詞彙功能語法理論為基礎。

## 起源
自20世紀50年代末期起，美國麻省理工語言學家諾姆‧喬姆斯基(Noam Chomsky)引領一場語言學研究的革命，將語言學研究從外在語言現象的描述導向內在抽象原理的追求。然而，喬姆斯基提出的變形語法(Transformational Grammar, TG)在60、70年代遭受其他學派(尤其是衍生語意學派和格位語法學派)的強烈質疑和挑戰。詞彙功能學派發展於70年代後期，由句法學家(也同是喬姆斯基指導出來的博士)瓊安‧布萊斯南(Joan Bresnan)和計算機語言學家兼心理語言學家羅納‧克普倫(Ronald M. Kaplan)一同構想提出，起先在麻省理工學院教授。當時在麻省理工學院那些偏好詞彙功能學派的學生戲稱自己是「女生組」(因為創始者布萊斯南教授是女性)，而信奉喬姆斯基的變形理論的學生是「男生組」。隨著布萊斯南在1981和1982兩年到史丹佛大學客座，接下來因為喜歡史丹佛大學的環境，在1983年改至史丹佛大學任教，詞彙功能語法學派就以史丹佛大學為根據地繼續發展。90年代吸收了理論音韻學的優選理論(Optimality Theory, OT)，出現了「優選詞彙功能語法(OT-LFG)」。到了21世紀前十年，布萊斯南教授在其研究中加入統計學的方法，目前正逐步從傳統形式語法學派的質化、範疇性研究轉成量化、連續性研究。

## 外部連結
- Lexical Functional Grammar Home Page  （页面存档备份，存于）
- Proceedings of the annual LFG conference
- Julietta Research Group, Lekta Manual （页面存档备份，存于）